# Lennart Norberg
Lennart Norberg, född 21 januari 1949, är en svensk före detta elithockeyspelare som representerade Timrå IK och IF Björklöven under 15 säsonger från 1967 till 1982.
Lennart Norberg spelade i Tre Kronor i 84 matcher och fyra internationella turneringar, med bland annat VM-silver 1981 och OS-brons 1980 som resultat.

## Meriter
- EM-silver 1981
- EM-brons 1978, 1979, 1980
- VM-silver 1981
- VM-brons 1978, 1979
- Stora Grabbars Märke nummer 108

## Klubbar
- Timrå IK 1967-1979 Division 1/Elitserien
- IF Björklöven 1979-1982 Elitserien